# Liste der Großsteingräber in Deutschland
Die Liste der Großsteingräber in Deutschland führt, geordnet nach Bundesländern, alle Großsteingräber auf, die sich auf dem heutigen Gebiet Deutschlands befinden oder deren ehemalige Existenz durch schriftliche Zeugnisse oder archäologische Grabungen gesichert ist. Aus Berlin, Bayern, dem Saarland und Sachsen sind keine Großsteingräber bekannt.

## Listen
| Baden-Württemberg                                            | Brandenburg                                                       | Bremen                                                                       | Hamburg                                                                      |
| ------------------------------------------------------------ | ----------------------------------------------------------------- | ---------------------------------------------------------------------------- | ---------------------------------------------------------------------------- |
| Hauptartikel: Liste der Großsteingräber in Baden-Württemberg | Hauptartikel: Liste der Großsteingräber in Brandenburg            | Hauptartikel: Liste der Großsteingräber in Niedersachsen, Bremen und Hamburg | Hauptartikel: Liste der Großsteingräber in Niedersachsen, Bremen und Hamburg |
| Hessen                                                       | Mecklenburg-Vorpommern                                            | Niedersachsen                                                                | Nordrhein-Westfalen                                                          |
| Hauptartikel: Liste der Großsteingräber in Hessen            | Hauptartikel: Liste der Großsteingräber in Mecklenburg-Vorpommern | Hauptartikel: Liste der Großsteingräber in Niedersachsen, Bremen und Hamburg | Hauptartikel: Liste der Großsteingräber in Nordrhein-Westfalen               |
| Rheinland-Pfalz                                              | Sachsen-Anhalt                                                    | Schleswig-Holstein                                                           | Thüringen                                                                    |
| Hauptartikel: Liste der Großsteingräber in Rheinland-Pfalz   | Hauptartikel: Liste der Großsteingräber in Sachsen-Anhalt         | Hauptartikel: Liste der Großsteingräber in Schleswig-Holstein                | Hauptartikel: Liste der Großsteingräber in Thüringen                         |